# David Isaacs
David Isaacs, né en octobre 1949, est un scénariste et producteur de télévision américain depuis 1975. Il a écrit des épisodes pour M*A*S*H, Cheers, Frasier et Les Simpson, avec Ken Levine.
Il est producteur consultant de la deuxième saison de la série dramatique Mad Men pour laquelle il a été nommé pour les Writers Guild of America Awards en 2009.

## Filmographie

### Scénariste

#### PourLes Simpson
| Année | Titre                  | Titre original       | Saison | Épisode | Réalisateur   |
| ----- | ---------------------- | -------------------- | ------ | ------- | ------------- |
| 1990  | Le Dieu du stade       | Dancin' Homer        | 2      | 5       | Mark Kirkland |
| 1991  | Un père dans la course | Saturdays of Thunder | 3      | 9       | Jim Reardon   |

#### Autres
- 1975 : The Jeffersons (1 épisode)
- 1976-1979 : M*A*S*H (17 épisodes)
- 1977 : The Tony Randall Show (2 épisodes)
- 1977 : The Bay City Amusement Company
- 1980 : Characters
- 1982 : Le Joyeux bazar (1 épisode)
- 1982-1993 : Cheers (36 épisodes)
- 1983 : Super Bowl XVII Pre-Game Show
- 1983-1984 : AfterMASH (13 épisodes)
- 1985 : Toujours prêts (Volunteers)
- 1985-1986 : Mary (3 épisodes)
- 1987 : The Tracey Ullman Show
- 1987 : The Tortellis (1 épisode)
- 1990 : The Marshall Chronicles (1 épisode)
- 1991 : Mannequin: On the Move
- 1991-1992 : Wings (4 épisodes)
- 1993 : Big Wave Dave's (en) (2 épisodes)
- 1994-2004 : Frasier (9 épisodes)
- 1995-1997 : Presque parfaite (20 épisodes)
- 1998-2003 : Becker (10 épisodes)
- 2003 : The Snobs
- 2003 : It's All Relative (2 épisodes)
- 2011 : Cheers (1 épisode)

### Producteur
- 1980 : Toujours prêts (Volunteers)
- 1982-1984 : Cheers (21 épisodes)
- 1983-1984 : AfterMASH (5 épisodes)
- 1985-1986 : Mary (2 épisodes)
- 1993 : Big Waves Dave's (6 épisodes)
- 1995-1997 : Presque parfaite (20 épisodes)
- 2003 : The Snobs
- 2008 : Mad Men (10 épisodes)

### Acteur
- 1990 : The Marshall Chronicles (1 épisode) : Steve